# Trogloplacinae
Trogloplacinae is een onderfamilie van kreeftachtigen uit de klasse van de Malacostraca (hogere kreeftachtigen).

## Geslachten
- Australocarcinus Davie, 1988
- Trogloplax Guinot, 1986